# Kloster Oberried
Das Kloster Oberried wurde zunächst 1237 als Filiation des Zisterzienserinnenklosters Günterstal im heute St. Wilhelm genannten Ortsteil von Oberried (Breisgau) errichtet, wurde 1252 von den Wilhelmiten neu gegründet und war von 1725 bis zu seiner Aufhebung 1806 ein Priorat des Benediktinerklosters St. Blasien.

## Geschichte
Die Frühgeschichte, die unter anderem von Fürstabt Martin Gerbert aus dem Kloster St. Blasien aufgeschrieben wurde, beruht mehrheitlich auf den zum Anfang des 14. Jahrhunderts verfassten Handschriften des oberriedischen Klosterbruders Conrad Sturn.

### Gründung des Waldklosters
Die Stiftsdamen des Klosters Günterstal ersuchten in einem waldigen Tal bei dem Flecken Oberried ein Filialkloster errichten zu dürfen. Das dafür benötigte Land, welches zu dieser Zeit mehrheitlich zum Besitz des Klosters St. Gallen gehörte, war den Herren Schnewlin als Lehen übertragen worden, welche dieses, an gewisse Auflagen geknüpft, weiter an die Herren von Tengen verliehen hatten. Der Straßburger Dompropst Rudolf von Tengen trat um das Jahr 1236 von seinen Rechten zurück und gab diese wieder zurück an seine Lehensherren, die Schnewlin. Diese ermöglichten nun den Zisterzienserinnen 1237 die Einrichtung einer Klosterzelle.

### Schließung 1249 und Neugründung 1255
Nach lediglich zwölf Jahren in der rauen Einöde im Wilhelmertal wurde 1249 das Kloster von den Stiftsdamen wieder aufgegeben. Indessen erwarben die Herren Schnewlin und der Ritter von Munzingen die ehemaligen Klostergebiete sowie die Gebiete zwischen der Bruggach und dem Huselbach vom Kloster St. Gallen. Diese Gebiete übertrugen sie 1252 den Wilhelmiten, deren Stiftungsbrief das Datum des 21. Mai 1252 trägt. In mühevoller Arbeit wurde 1255 unter der Leitung des Johannes von Urberg und dreier weiterer Klosterbrüder das Kloster wieder eingerichtet und unter dem Namen „Mariakron“ wiedereröffnet. Doch auch den Klosterbrüdern machte die raue Umgebung so sehr zu schaffen, dass auch sie 1262 den Ort verließen und sich in die Vorstadt von Freiburg im Breisgau, in das neue Kloster St. Wilhelm (Freiburg) zurückzogen. Doch 1266 zog es den Enthusiasten Johannes von Urberg, begleitet von einem Laienbruder namens Burckard, wieder in das einsame Tal bei Oberried zurück, und er nahm sein Lebenswerk wieder auf. Auf diese Weise gab es in der Region nun zwei Wilhelmiten-Klöster, das „eine in der Stadt“, das andere „im Wald“. Gerbert beschreibt, dass das „Waldkloster“ an einer anderen Stelle, einem „etwas freyern Ort“, neu errichtet worden ist, woraus zu schließen ist, dass sich die ursprüngliche Klosterzelle tiefer im Wald befunden hatte. Unter der Führung des Johannes von Urberg konnte der Klosterbesitz dank zahlreicher Schenkungen des benachbarten Adels zu einem ansehnlichen Vermögen ausgebaut werden.
Johannes von Urberg stand dem Kloster Oberried von 1255 bis etwa 1295 als Prior vor. Johannes von Urberg wird noch 1308 als „brueder Johannes von Urberg, prior ze Oberriet“ genannt. In derselben Urkunde erscheint jedoch auch sein Bruder Volkart als Prior, „bruder Volkart, prior ze Oberriet“. Johann hatte demnach wahrscheinlich abgedankt. Das Geschlecht der Herren von Urberg blieb dem Kloster Oberried auch danach treu.
Ende des 14. Jahrhunderts brach im Kloster ein Feuer aus, welches großen Schaden anrichtete. Kaum wieder aufgebaut, brannte es 1412 erneut, wobei das Kloster fast vollständig zu Grunde ging. Der Schaden beider Brände belief sich auf über 5000 Gulden, eine ungeheure Summe für diese Zeit. Dass diese Geldsumme aufgebracht werden konnte, spricht für die Finanzstärke des Klosters.
1507 vereinigte man erneut die Klöster der Wilhelmiten „im Wald“ und jene „in der Stadt“, woraufhin das Kloster „im Wald“ des Wilhelmer Tals aufgegeben wurde. Als 1679 im Frieden von Nimwegen die Stadt Freiburg samt Lehen sowie Betzenhausen und Kirchzarten an Frankreich überging, zogen die Klosterbrüder wieder in das Waldkloster und richteten es wieder her. Doch die Franzosen zerstörten es umgehend.

### Das neue Kloster im Ort

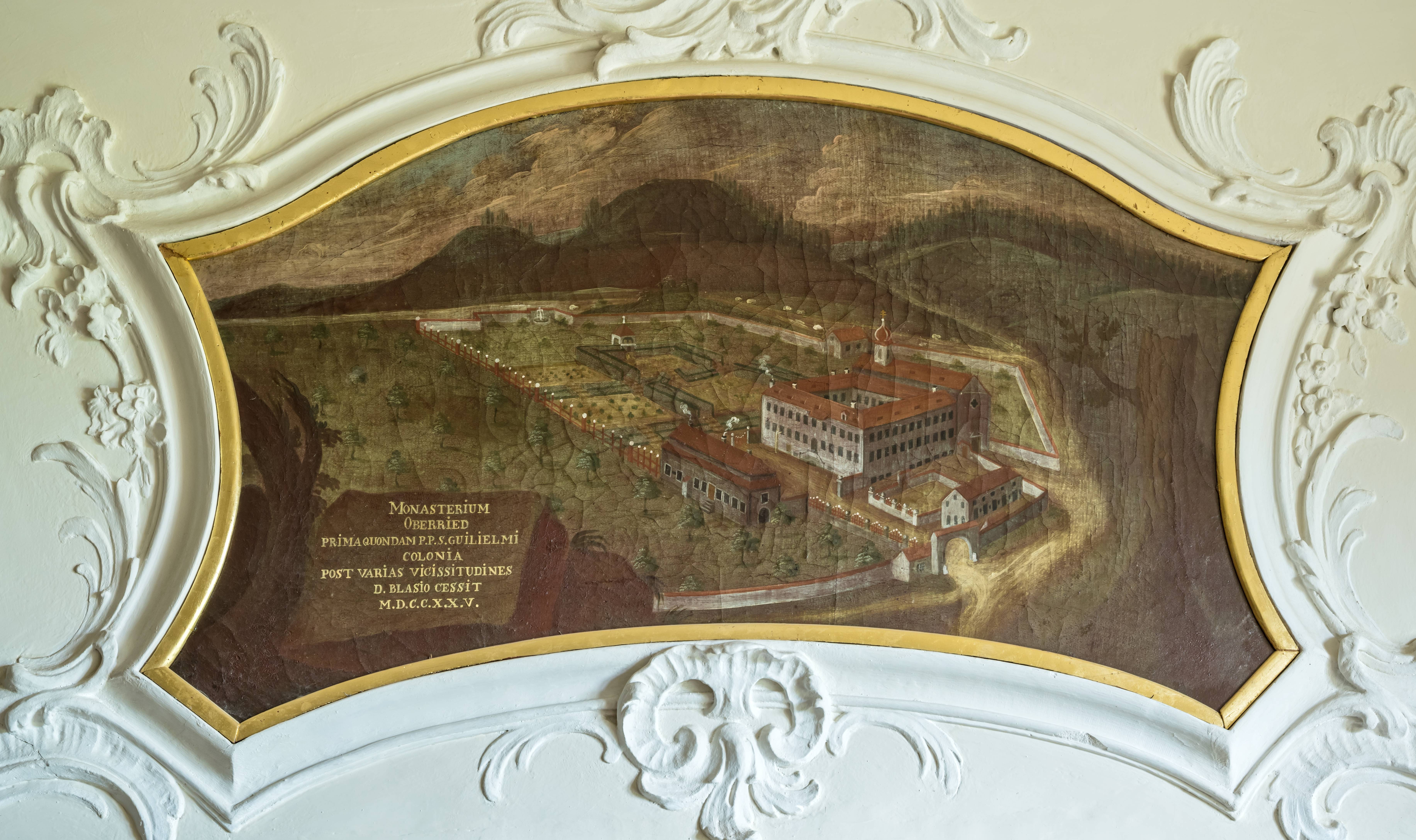
Kloster Oberried auf einer Supraporte in Schloss Bürgeln

Mittlerweile hatten die Wilhelmiten in der Ortschaft Oberried den Steierthof erwerben können und errichteten dort in der Zeit von 1684 bis 1687 Klostergebäude und Kirche, wie sie heute noch bestehen. 1688 wurde die Kirche benediziert und in Gebrauch genommen, 1699 durch den Bischof von Konstanz feierlich geweiht.
Verarmt, wurde 1724 das Kloster Oberried mit den ihm unterstellten Prioraten Kloster Mengen und Kloster Sion in Klingnau dem Kloster St. Blasien unterstellt. Unter St. Blasien wurden die Bauten erweitert und erneuert; unter anderem schuf Franz Joseph Vogel Stuckarbeiten.

### Aufhebung des Klosters
Die Französische Revolution und die damit verbundenen Koalitionskriege brachten eine erneute Wende in der Geschichte des Klosters. 1806 fiel Oberried an Baden und wurde, wie viele andere Klöster, durch die Säkularisation aufgehoben. Die Klosterkirche wurde Pfarrkirche, die Konventsgebäude wurden aufgeteilt unter der Kirchengemeinde und der politischen Gemeinde und wurden Pfarrhaus und Rathaus.
In einigen Räumen wird eine als „Klosterbibliothek“ bezeichnete Büchersammlung mit dem größten Teil der Schriften des Theologen, Musikwissenschaftlers und Historikers Martin Gerbert, Fürstabt von St. Blasien, in Originalausgaben aufbewahrt.
Im St. Wilhelmer Tal steht heute etwa dort, wo einst das Wilhelmitenkloster gestanden hatte, die Kapelle Maria Königin, die 1964 bis 1966 erbaut wurde.